# Robert de Bellême
Robert de Bellême (m. 1034), fue un noble normando, señor de Bellême. Hijo de Guillermo de Bellême.
Cuando su padre Guillermo de Bellême se rebela contra Roberto I de Normandía, envió a sus hijos Roberto y Fulco a combatir, librándose un enfrentamiento armado en Sant-Quentin-de-Blavou (Orne), contra las fuerzas leales al ducado de Normandía. Fulco murió en el campo de batalla y Roberto de Bellême fue hecho prisionero. Su padre murió poco después, y se convirtió en sucesor. Pese a la derrota, Robert siguió enfrentado al duque y su señor feudal Herberto I de Maine despiertaperros. Tras una expedición más allá del río Sarthe, fue capturado y encerrado en el castillo de Ballon, donde permaneció dos años hasta su asesinato. Guillermo de Jumièges detalla su muerte: tres hijos de Gauthier de Sordains, caballero del Maine que había sido ahorcado por las fuerzas de Robert, penetraron en la cárcel de Ballon y mataron al prisionero a hachazos. Su hermano Guillermo II Talvas, fue su sucesor hacia 1035.